# Раймунд-театр
Раймунд-театр (нем. Raimund Theater) — театр в районе Мариахильф, города Вены, Австрия. Построен по проекту Франца Рота. Названный в честь австрийского драматурга Фердинанда Раймунда, театр был открыт 28 ноября 1893 года.

## История

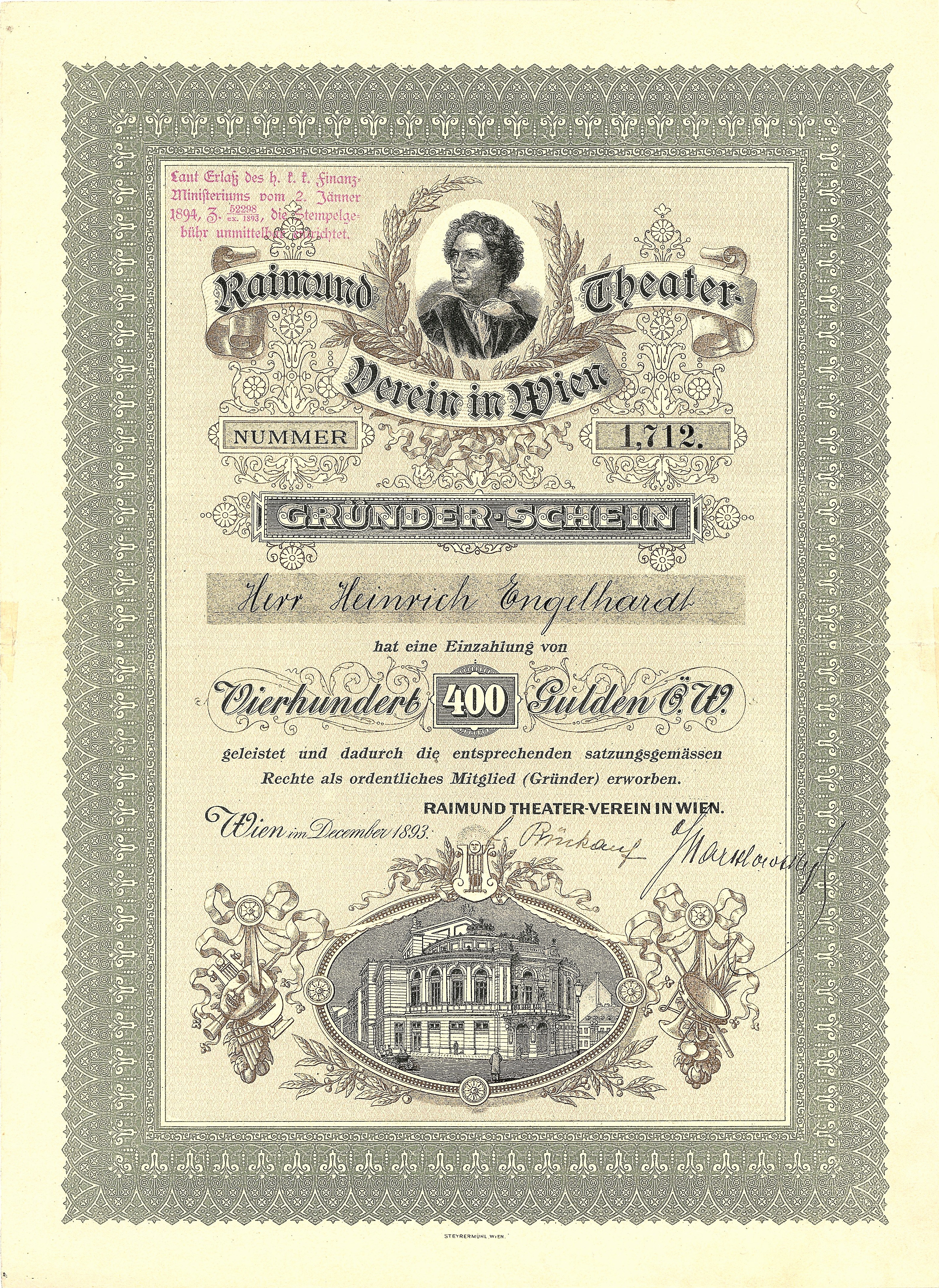
Учредительный пай Раймундова театрального общества в Вене на 400 гульденов, выпущенный в декабре 1893 года, с портретом драматурга Фердинанда Раймунда

Театр был построен ассоциацией 500 жителей муниципалитета Марияхильф.

## Премьеры
- Der Kellermeister, оперетта Карла Целлера, 21 декабря 1901
- Счастливая девушка (Das Glücksmädel), оперетта Роберта Штольца, 28 октября 1910
- Das Zirkuskind, оперетта Edmund Eysler, 18 февраля 1911
- Das Dreimäderlhaus, оперетта Heinrich Berté, 15 января 1916
- Die Liebe geht um, оперетта Роберта Штольца, 22 июня 1922
- Der Reiter der Kaiserin, оперетта August Pepöck, 30 апреля 1941
- Die Jungfrau von Paris, оперетта Фридриха Шрёдера, 19 декабря 1969
- Бал вампиров (Tanz der Vampire), мюзикл Джима Стейнмана и Михаэля Кунце, 4 октября 1997 (до 15 Января 2000, 677 представлений и 805.000 посетителей)
- Wake Up, мюзикл Rainhard Fendrich, 29. сентября 2002 (до 1 января 2004)
- Barbarella, мюзикл Дэйва Стюарда и Rudi Klausnitzer, 11 марта 2004 (до 1 января 2005)
- Ребекка (Rebecca), мюзикл Михаэля Кунце и Сильвестра Левая, 28 сентября 2006 (до 31 декабря 2008, 405.000 посетителей)
- Рудольф (Rudolf — Affaire Mayerling), мюзикл Фрэнка Уайлдхорна и Джека Мэрфи, 26 февраля 2009 (deutschsprachige Erstaufführung/Uraufführung der Wiener Fassung, bzw Ko-Produktion mit Operettenhaus Budapest)